# Dicranota tetonicola
Dicranota tetonicola är en tvåvingeart som beskrevs av Alexander 1945. Dicranota tetonicola ingår i släktet Dicranota och familjen hårögonharkrankar. Inga underarter finns listade i Catalogue of Life.